# De Cock en 't wassend kwaad
De Cock en 't wassende kwaad is het 43e deel van de De Cock-serie, verschenen in 1995. De serie is geschreven door Appie Baantjer. Een bespreking van de terugkerende personages en thema's is te vinden bij de serie.

## Verhaal
De Amsterdamse korpsleiding heeft rechercheur De Cock voor een politieklas gezet. Eenmaal per week geeft hij rechercheurs in opleiding tips over de kneepjes van het vak. Dertien jonge mannen en zeven jonge vrouwen. Een goudblonde dame rechts vooraan trekt zijn aandacht, Gabriëlle de Poortere. Aspirant-rechercheur Stephan van den Berg gaat met hem in debat over de herkenbaarheid van een rechercheur. De huidige jonge politiemensen gaan in hun kleding volledig op in de maatschappij. Gabriëlle breekt in op hun discussie over de misdaad van dertig jaar terug en nu met een dichtregel: “Men smoore ’t wassend quaet, bijtijds in zijn geboorte. ” De Cock is verheugd een versregel van Joost van den Vondel te mogen horen. Stephan vraagt echter zijn docent of hij het wassend kwaad destijds niet heeft herkend? En zo ja, waarom heeft hij de misdaad dan niet in de kiem gesmoord? De discussie tussen docent en leerling wordt afgebroken door een binnenstormende rechercheur Vledder. In het prostitutiepandje van Manke Greet aan de Achterburgwal ligt het lijk van een gewurgde naakte vrouw.
Tijdens de autorit naar de plaats delict debatteren de twee rechercheurs onderling over nylons en panty’s . Hoewel Vledder nylons ouderwets vindt, is hij het met De Cock eens dat de prostituees toch altijd beroepsmatig nylons zullen blijven prefereren. Hij had het slachtoffer naakt gevonden, gewurgd met een panty. Bovendien had Vledder tussen de kleren van het slachtoffer nog een panty gevonden. De Cock concludeert dat de moordenaar dus zijn eigen panty meenam. Lijkschouwer dokter Den Koninghe veronderstelt dat het slachtoffer al tien tot twaalf uur dood is. De Cock ontdekt een zwarte pruik over het rode haar van het slachtoffer. Politiefotograaf Bram van Wielingen herkent haar nu tijdens het foto’s nemen. Het is Jeanne van Ark, een ontsnapte gevangene die vastzat in de gevangenis te Breda. Anderhalf jaar geleden is ze bij een overval op een supermarkt in Wageningen gearresteerd. Een jonge magazijnbediende en de bedrijfsleider vonden de dood door kogels uit haar pistool. Vermoedelijk was het een bende van vier personen. De zwager van Bram is de vader van die jonge magazijnbediende en ook hij krijgt morgen de plaatjes. Op het politiebureau aan de Warmoesstraat heeft Dick Vledder het slachtoffer nagetrokken. Jeanne Pauline van Ark maakte carrière vanuit een jeugdbende uit Amsterdam-West en ze verwierf zo de bijnaam Jeanne d'Arc. Dick Vledder vindt haar dood wel een prettige en goedkope oplossing, omdat twaalf jaar detentie zeker 1,5 miljoen gulden kost. De Cock wil toch gewoon de moordenaar vinden.
In de recherchekamer meldt zich nu vrijwillig Marinus Kleijn, een vertegenwoordiger van een uitgeverij uit Baarn. Een half jaar geleden heeft hij bij het Knooppunt Zonzeel een hulpeloze vrouw een lift gegeven. Ze vertelde hem ten onrechte twaalf jaar gevangenisstraf te hebben gekregen, omdat ze een krankzinnige magazijnbediende doodschoot. Ze werd uit de gevangenis te Breda ontvoerd door haar kornuiten, maar ze wist aan hen te ontsnappen. Marinus ontfermde zich over haar, kocht kleren maar na zes dagen ging ze bij hem weg. Hij ontdekte haar weer in haar kamertje aan de Achterburgwal en bezocht haar daar wekelijks. Vanmiddag hoorde hij daar van haar dood en via een buurtcafé werd hij naar rechercheur De Cock doorverwezen. Aan laatstgenoemde vertelt hij nu desgevraagd alles dat hij te weten is gekomen over de overval in Wageningen. Als Marinus weg is, wil Dick Vledder meer weten over de gevallen namen. Benny Lefeberus, mooie Benny, is de oudste zoon van een beroemde vader. Karel blies zichzelf op met dynamiet bij een uit de hand gelopen brandkastkraak. Na één telefoontje ontzenuwt Dick Vledder het ontsnappingsverhaal uit de gevangenis van Breda. Met een keukenmes gijzelde Jeanne persoonlijk een bewaker en ging heen.
De Cock en Vledder gaan een cognackie halen bij Smalle Lowietje. De caféhouder heeft inderdaad ene Marinus naar De Cock doorgestuurd. Hij weet te melden dat Jeanne zulke idiote prijzen vroeg voor haar diensten, waardoor de klandizie wegbleef. Lowie noemt wel Mooie Benny als bezoeker. De Cock maakt nog even een praatje met Jansje Meijer, die al eerder tevergeefs op het kamertje van Jeanne had geboden en nu de nieuwe kans heeft gegrepen. De vorige keer had die kapsonesgriet haar overboden, om vervolgens er niets mee te doen. Ze gebruikte het kamertje als hoofdkwartier om met haar gozertjes overvallen te kunnen plegen. Verder dan de informatie dat ze uit Amsterdam-West kwamen, wil Jansje niet gaan.
De volgende morgen hoort De Cock van Vledder dat de moord is opgelost. Zijn buurman Pieter van Duijn heeft Marinus Kleijn aangewezen. Commissaris Buitendam heeft ook nieuws. Om praktische ervaring op te doen, is aan zijn bureau aspirant-rechercheur Gabriëlle de Poortere toegewezen. Dat lijkt hem nu net een klusje voor zijn beste duo De Cock & Vledder. Rechercheur De Cock maakt een flauw grapje en wordt de kamer uitgestuurd. Terug bij Vledder legt De Cock uit dat zijn een leerlinge krijgen, zo mooi, dat als ze zich op De Wallen durven te vertonen, de dames hun business wel kunnen sluiten. Hij raadt hem aan samen met Gabriëlle toch Marinus Kleijn maar eens scherp te verhoren en haar tevens mee te nemen naar de sectie, als Dick Vledder tenminste in emancipatie gelooft. Zelf gaat De Cock met tram 13 naar de Van Spilbergenstraat, om een babbeltje te maken met de moeder van mooie Benny. Haar man is inmiddels al veertien jaar dood, maar De Cock mag nog maar net binnenkomen. Ze wil niet vertellen waar haar zoon te vinden is. De Cock haalt een recente politiefoto van Benny op aan het hoofdbureau en bekijkt daar zijn dossier. Als hij laat in de middag terugkomt aan de Warmoesstraat, houdt zijn commissaris Buitendam een persconferentie. In de recherchekamer treft hij Dick Vledder aan, die weg is gelopen van de show van commissaris Buitendam en de spinnende poes Gabriëlle. Het was gênant. De Cock krijgt te horen dat bij huiszoeking bij Marinus meerdere panty’s zijn gevonden, die overeenkwamen met die op de plaats delict. De arrestant zit nu beneden in een politiecel, omdat hij een verklaring schuldig moest blijven. De Cock ondervraagt nu Gabriëlle over de arrestatie. Ze vond de panty’s in zijn nachtkastje en Marinus zei er niets van te weten. Ook de moord ontkent hij. Het gesprek wordt verstoord door de binnentredende Stephan van den Berg, die haar ter felicitatie drie maal kust. Zelf is hij gedetacheerd aan het bureau Meer en Vaart. Hij leest als aspirant-rechercheur De Cock nu de les. De recherche moet efficiënter gaan werken en niet te veel aandacht aan dit soort moorden in het criminele milieu besteden. Desnoods moet de recherche zelf gaan moorden. Voor dat De Cock kan reageren, wordt per telefoon de dood van mooie Benny gemeld. Met een panty om zijn nek.
Dick Vledder krijgt van de Cock opdracht te rijden naar het volkstuincomplex ‘Nut en Genoegen’. Het beste is om richting de begraafplaats Sint Barbara te rijden. In de auto vraagt Gabriëlle op de achterbank, waarom Stephan niet mee mocht. De Cock legt fijntjes uit dat hij niet graag ruzie krijgt met Stephan zijn opleider, een oude bekende en vriend van De Cock, rechercheur Hans Rijpkema. Op de plaats delict vertelt de moeder van Benny over de fijne tijd die de familie dankt aan het volkstuincomplex. Nu is Benny hier dood gevonden vlak bij zijn oude zandbak met een panty om zijn nek. Gabriëlle is erg benieuwd om te weten hoelang hij al dood is. Want de panty om de nek past naadloos bij dader Marinus Kleijn. De moeder van Berry geeft De Cock de sleutel van zijn woning aan de Bos en Lommerweg. Ze vertelt ook nog dat Benny het weleens had over een grote klapper. Na een dag van vruchteloos onderzoek, loopt rechercheur De Cock ’s avonds nog maar eens binnen bij Smalle Lowietje. De caféhouder neemt de stand van het onderzoek door en verwijst naar een oud plan om een goudtransport op Schiphol buit te maken. In dat plan werd Benny niet genoemd, maar Johnny van Dikke Neel. Terug aan de Warmoesstraat vertelt Dick Vledder dat Gabriëlle inmiddels ook de tweede moord met dezelfde modus operandi heeft opgelost. Overigens laat lijkschouwer dokter Den Koninghe nog weten dat er bij Benny een dodelijk vergif in het spel zou kunnen zijn en geen verwurging. Hij zou zelf contact opnemen voor de sectie met dokter Rusteloos. De twee rechercheurs blijven in geval van vergiftiging dan wel zitten met een nutteloze panty om Benny zijn nek. Volgens de stagiaire was lijkschouwer Den Koninghe al jaren niet meer op zijn taak berekend. Laat op de avond meldt Richard de Boer zich nog bij de twee rechercheurs. Hij is een huisvriend van de familie Lefeberus. Hij is ook een jeugdvriend van Benny en zegt geen strafblad te hebben. Hij geeft Jeanne van alles de schuld, die Benny in haar macht had sinds ze veertien was. Ook Johnny van dikke Neel, Johnny van Maasdam, hoorde bij Jeanne haar groep. Hij maakt ook nog melding van een onbekende ‘Joost’. Ook het goudtransport op Schiphol wordt weer genoemd, maar Richard heeft zich nooit met criminele zaken willen inlaten.
De volgende ochtend is Dick Vledder ijverig het proces-verbaal aan het typen. Dat is meer werk voor de stagiaire volgens De Cock, omdat dat ook een wezenlijk onderdeel van de opleiding is. Het vinden van de panty’s in het nachtkastje valt trouwens onder de ambtseed van Gabriëlle. Laatstgenoemde komt de twee heren vertellen dat zij haar stageperiode afbreekt. Ze heeft commissaris Buitendam gezegd dat De Cock vrouwonvriendelijk is. De grijze rechercheur gaat wijdbeens voor het bureau van zijn chef staan. Commissaris Buitendam stelt dat De Cock het onderzoek van Gabriëlle saboteert. De Cock houdt vol dat Marinus Kleijn onschuldig is en dus heengezonden moet worden. Commissaris Buitendam behoort nu eenmaal tot het slag van mannen bij wie het beoordelingsniveau daalt in het zicht van mooie jonge vrouwen. De Cock wordt met gestrekte rechterarm de kamer uitgestuurd. Dick Vledder heeft inmiddels Johnny van Maasdam nagetrokken. Zelfs op Schiphol schrokken ze toch wel even van zijn naam.
Op de begrafenis van Jeanne op begraafplaats Zorgvlied kijken de twee rechercheurs goed in het rond. Bij het graf ontdekken ze de gearmde Gabriëlle de Poortere en Stephan van den Berg. Terug vastlopend in een file geeft De Cock Dick Vledder opdracht naar de Bos en Lommerweg te rijden naar het woonhuis van Benny Lefeberus. Ze treffen er in de rommel een dode blote jongeman aan met een panty om zijn nek. De Cock herkent van de foto Johnny van Maasdam. Ook staan er twee borrelglaasje en een fles jenever. Dick Vledder denkt nu aan een geheimzinnige moordenaar die de Staat veel geld bespaart. Terug aan de Warmoesstraat is wachtcommandant Jan Kusters zeer verontwaardigd over de vrijlating van Marinus Kleijn. Omdat dit is gebeurd in opdracht van Buitendam, hoopt hij dat De Cock hem steunt, maar de rechercheur is het deze keer volledig eens met zijn chef. Die griet was woest en vloog de commissariskamer binnen. Ook Dick Vledder is ontstemd, omdat hij mee had getekend voor de arrestatie. Het gevoel van De Cock blijft dat Marinus onschuldig is. Gabriëlle verschijnt ten tonele en noemt de leiding oude fossiele knarren. Na het nieuws over het vinden van een derde panty-lijk, weet ze zeker dat de vrijgelaten Marinus weer heeft toegeslagen. Omdat Gabriëlle op de recherchekamer blijft zitten, nadat ze haar stage had opgezegd, stuurt De Cock haar de kamer uit. Ze blijft. De Cock gaat in zijn regenjas en hoedje alleen op pad en vraagt Dick Vledder het laboratorium in Rijswijk nog eens te bellen. Hij bedenkt zich en neemt Gabriëlle mee op een tocht langs De Wallen. Hij probeert informatie uit Jansje Meijer te krijgen, die huilend zegt nog twee leden van de Amsterdam-West-bende te kennen. Een lange jongen en het brein van de bende Richard de Boer.
De Cock zet een val op in het tuincomplex Nut en Genoegen. Naast De Cock in een gekraakt tuinhuisje zit stagiaire Gabriëlle. Dick Vledder is nabij in een snelle wagen en ook de rechercheurs Appie Keizer en Fred Prins zijn paraat. Na een moeizaam gesprek had De Cock van de moeder van Benny het adres gekregen dat hij nodig had. Hij legt aan Gabriëlle uit dat de derde moord niet door Marinus Kleijn kan zijn gepleegd, omdat hij op het tijdstip van de moord gevangen zat. Gabriëlle wil er nu opeens vandoor. De Cock wil haar niet laten ontsnappen, maar ze duwt hem ruw opzij. Gabriëlle gaat vervolgens schreeuwen naar Stephan dat hij omsingeld is. Laatstgenoemd zet zijn pistool tegen zijn hoofd en schiet. Dick Vledder staat tot zijn eigen verbazing naast het lijk van Stephan van den Berg.
Thuis legt De Cock de moorden uit aan de rechercheurs Dick Vledder, Appie Keizer en Fred Prins. Dick Vledder klaagt dat deze keer het onderzoek van De Cock wel volledig langs hem heen is gegaan. Hij legt uit dat zijn persoonlijke relatie met de moeder van Benny cruciaal was. Met haar kon hij Richard de Boer uiteindelijk onder druk zetten, want ze zou tegen het brein Richard van de bende getuigen. Via de officier van justitie is er onderhandeld over strafvermindering. Richard diende als lokaas voor de moordenaar, die via Gabriëlle alle benodigde informatie kreeg, die De Cock zo vrij was haar te verstrekken. De Cock had al eerder opgemerkt dat de panty’s om de nek van de slachtoffers Jeanne niet paste. Dus die had Marinus nooit voor haar gekocht en toen ze in zijn nachtkastje werden gevonden door Gabriëlle onder toezicht van Dick Vledder, wist De Cock hoe de zaken ervoor stonden. De stagiaire had de panty’s daar zelf gelegd en daarna gevonden. Gabriëlle liep tegen de lamp toen ze ook de derde moord aan Marinus toedichtte. De Cock legt ook het motief uit. Buiten het politiekorps zijn veel burgers voor een keiharde aanpak van de misdaad. Stephan besloot in actie te komen en Gabriëlle zou het onderzoek aan de Warmoesstraat zo veel mogen dwarsbomen. De Cock heeft haar inmiddels verhoord in haar politiecel. Om latere complicaties te voorkomen heeft hij bij de zelfmoord van Stephan besloten dat alle betrokken rechercheurs een schiethand moesten laten afnemen. Nadat de rechercheurs vertrokken zijn vraagt mevrouw De Cock naar het symbool van de panty. Joost van den Vondel dreef in de Warmoesstraat een kousenwinkel en Gabriëlle declameerde zijn versregel: “Men smoore ’t wassend quaet, bijtijds in zijn geboorte “.